# Crosby (Merseyside)
Crosby è un paese della contea del Merseyside, in Inghilterra, municipio fino al 1974.